# Ralf Palandt
Ralf Palandt (* 1. Oktober 1965 in München) ist ein deutscher Comicverleger und Filmregisseur.

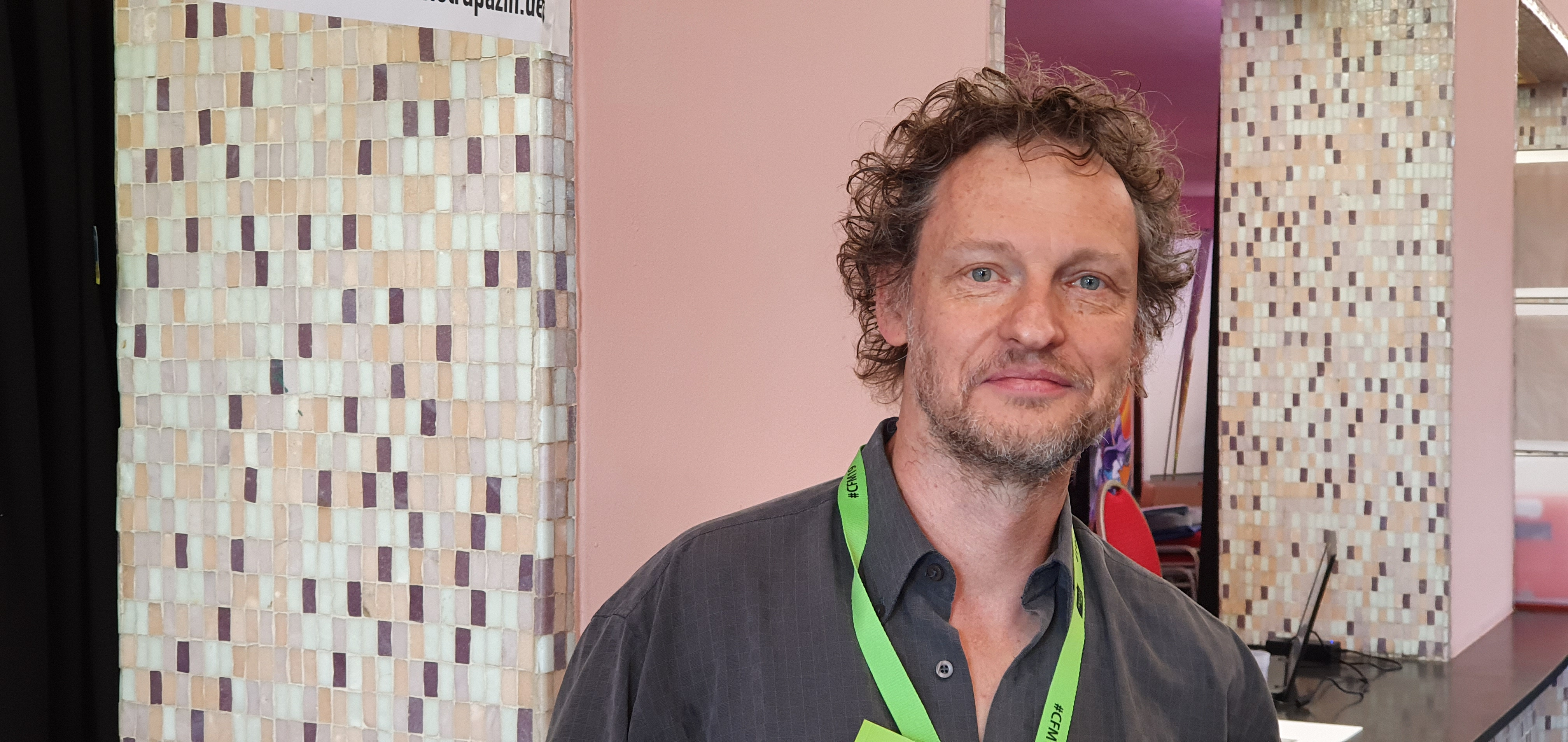
Ralf Palandt, 2019

## Leben
Ralf Palandt studierte Kommunikationswissenschaften und Erwachsenenpädagogik in München.
Seit den 1980er Jahren setzt er sich für die Comic-Kultur ein. Er organisiert Ausstellungen mit Katalogen für Comic-Zeichner (zum Beispiel Munich Comic-Maker, 1987 in München und Hamburg) und zu Sachthemen. Seine Comics wurden in Comic-Magazinen (u. a. Strapazin Nr. 7/1986 und Nr. 69/2002) und -Anthologien (zum Beispiel Anno Domini zur 850-Jahr-Feier Münchens, Comicaze e. V., 2008) abgedruckt sowie auf Comicfestivals (zum Beispiel Comic Café, 2004–2008 auf dem Comic-Salon Erlangen) und in Kunstausstellungen (zum Beispiel Strips and Characters, 2004 in München und Wolfsburg) präsentiert.
Als Herausgeber des Comix-Magazins Kromix, das von 1989 bis 1995 beim Verlag Stefan Riedl erschien, veröffentlichte er neben den Geschichten von Zeichnern aus der ganzen Bundesrepublik auch Werke junger Comic-Talente und eigene Arbeiten. Mit der Offenheit für experimentelle und gesellschaftspolitische Comics lehnte sich das Magazin bewusst an das frühere Münchner Comix-Magazin Zomix an.
Im Rahmen seiner Münchner multimedialen Veranstaltungsreihe Comix-Fun-Nights (1990–1995) zeigte er aktuelle Underground-Filme und drehte eigene Kurzfilme, zum Beispiel Der Gewalt von Rechts keine Chance. Es folgten längere Filme und die Teamarbeit am Dokumentarfilm Teufel, Strafe Gottes und ewige Verdammnis im Jahr 1993 über das Engelwerk, der unter anderem den Preis des Oberbayerischen Jugendfilmfests gewann.
1997 trat Ralf Palandt der Super-8-Filmgruppe Abgedreht der Münchner Künstlerin Veronika Dimke bei. Es folgten die Super-8-Filmfestreihen Abgedreht (1997/98) und Krasnogorsk (1999) im Münchner Tanzclub Atomic Café. 1999 beteiligte er sich an der Gründung des internationalen Kurzfilmfestivals München und steuerte u. a. den Festivalnamen Bunter Hund bei. Seine Filme laufen auf Filmfestivals wie dem Fantasy Filmfest, Super-8-Festival of the Anthology Film Archives und Volcano!-Underground-Festival und Kunstausstellungen.
Ende der 1990er Jahre wandte er sich wieder zunehmend der Comicszene zu. 1996 organisierte er den 1. Comicologischen Kongress in München mit zahlreichen Ausstellungen, Vorträgen und Filmen rund um das Thema Comics. Mit dem internationalen Comicologischen Congress 2001 und 2004 konnte er dessen Erfolg noch steigern. 2007 ergänzten das Comicfest München und der Comicologische Congress zum ersten Mal ihre jeweiligen kulturellen Ausrichtungen und Angebote zum gemeinsamen internationalen Comicfestival München.
Zur Verwirklichung medienpädagogischer Projekte und zur Förderung kreativer und kommunikativer Fähigkeiten (u. a. durch Zeichnernachwuchsförderung) gründete er im Jahre 2000 mit weiteren Kulturschaffenden den gemeinnützigen Verein Cultur ohne weiteres (C.o.w. e. V.) und war langjähriger Vorsitzender. Als Dachorganisation, Netzwerk und Plattform für Comic-Gruppen und Einzelpersonen folgte 2001 die Gründung des Vereins ComicStadt München. Die aktivsten Münchner Comic-Initiativen wählten Ralf Palandt für Jahre zum Vorsitzenden, bis dieser sein Amt 2008 zugunsten anderer Aufgaben abgab.
Der von ihm herausgegebene Jam-Comic Ich jagte Jack the Ripper (2004, Edition Strapazin M) ist ein Fortsetzungskrimi, an dem nacheinander über 50 Autoren und Zeichner über mehrere Jahre mitarbeiteten, darunter befanden sich einige Künstler in ihrer künstlerischen Anfangsphase, die später sehr bekannt wurden, wie Harm Bengen, Rolf Boyke, Klaus Cornfield, Drehbuchautor Rochus Hahn, Hansi Kiefersauer, Isabel Kreitz, Gabriel Nemeth, Uli Oesterle und der Hip-Hopper und Graffiti-Künstler Beatbox Eliot.
Ralf Palandt ist Mitglied der Deutschen Gesellschaft für Publizistik- und Kommunikationswissenschaft (DGPuK) sowie ihrer Fachgruppe Visuelle Kommunikation (VisKomm) und Gründungsmitglied der Gesellschaft für Comicforschung (ComFor).
Wissenschaftliche Aufsätze veröffentlichte er unter anderem im Comic! Jahrbuch und in der Buchreihe Deutsche Comicforschung.

## Ausstellungen
- Munich Comic-Maker, 1987 in München und Hamburg
- Wanderausstellung Holocaust im Comic, 2001 in München und Freising, 2004 in Wolgast, Halle/Saale und Leipzig, 2005 in Weimar und Belitz/Küsten
- Comic-Gastland Serbien, 2007 in München
- Fix und Foxi – der größte Comic-Erfolg made in Germany, 2007 in München